# Pogonomys sylvestris
Pogonomys sylvestris — вид гризунів родини мишевих (Muridae). Зустрічається тільки в Папуа-Новій Гвінеї. Його споживає плем’я Калам з Папуа-Нової Гвінеї, а на нього полюють жінки, які шукають його в норах.

## Морфологічна характеристика
Дрібний гризун з довжиною голови і тіла від 110 до 135 мм, довжиною хвоста від 135 до 170 мм, довжиною лапи від 20 до 24 мм, довжиною вух від 11 до 16 мм і вага до 66 грамів. Шерсть довга і м'яка. Верхні частини тіла темно-рудуваті, а черевні частини білуваті з сірою основою волосків. Ноги світло-коричнево-жовті. Хвіст набагато довший за голову й тулуб, рівномірно світло-коричневий.

## Поведінка
Це частково деревний вид. Вночі лазить по деревах у пошуках їжі.